# Rakowice (Ząbkowice Śląskie)
Pour les articles homonymes, voir Rakowice.
Rakowice est une localité polonaise de la gmina et du powiat de Ząbkowice Śląskie en voïvodie de Basse-Silésie.